# 塞羅查托

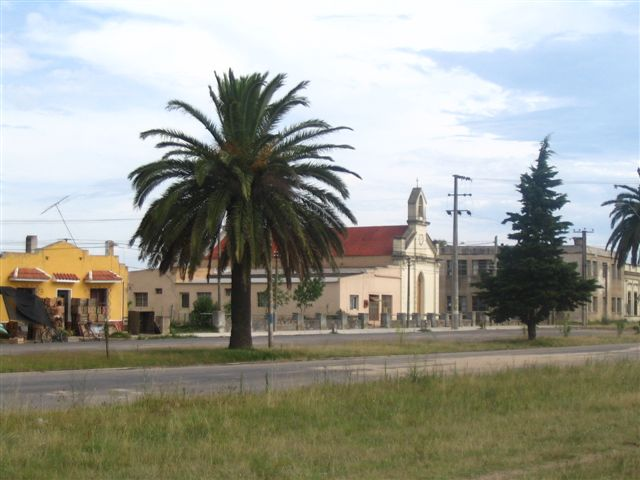

塞羅查托是烏拉圭的城鎮，位於該國中部，由杜拉斯諾省負責管轄，海拔高度244米，主要經濟活動有農業、畜牧業、採礦業和旅遊業，2011年人口3,227。

## 外部連結
- INE map of Cerro Chato